# Yapacanamiervogel
De yapacanamiervogel (Aprositornis disjuncta) is een zangvogel uit de familie Thamnophilidae.

## Verspreiding en leefgebied
Deze soort komt voor in oostelijk Colombia, zuidwestelijk Venezuela en noordwestelijk Brazilië.

## Status
De grootte van de populatie is niet gekwantificeerd maar de soort wordt omschreven als zeldzaam. Op de Rode lijst van de IUCN heeft deze soort de status niet bedreigd.